# Fuchsbartl-Banda

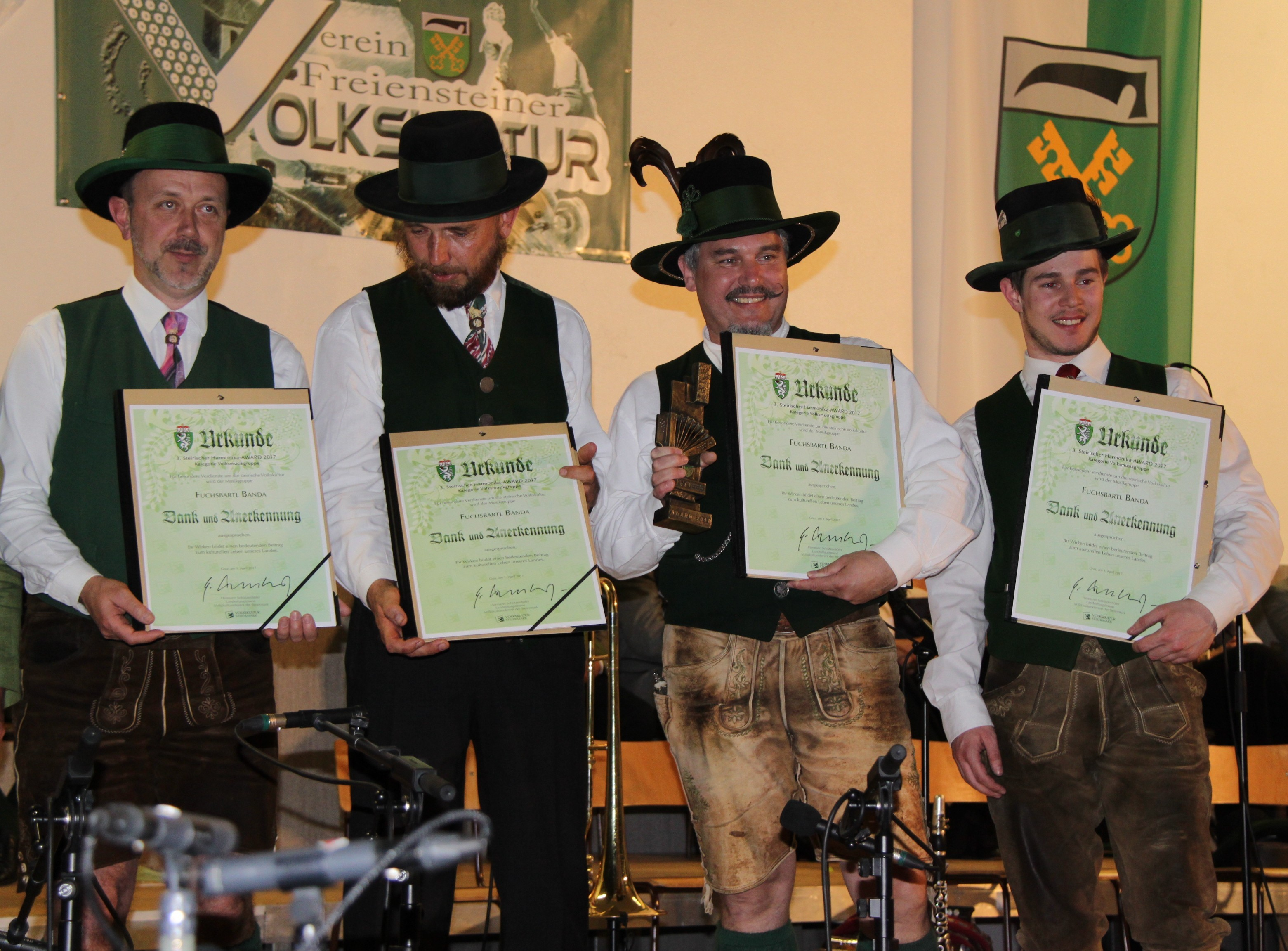
Harmonika-Award Verleihung

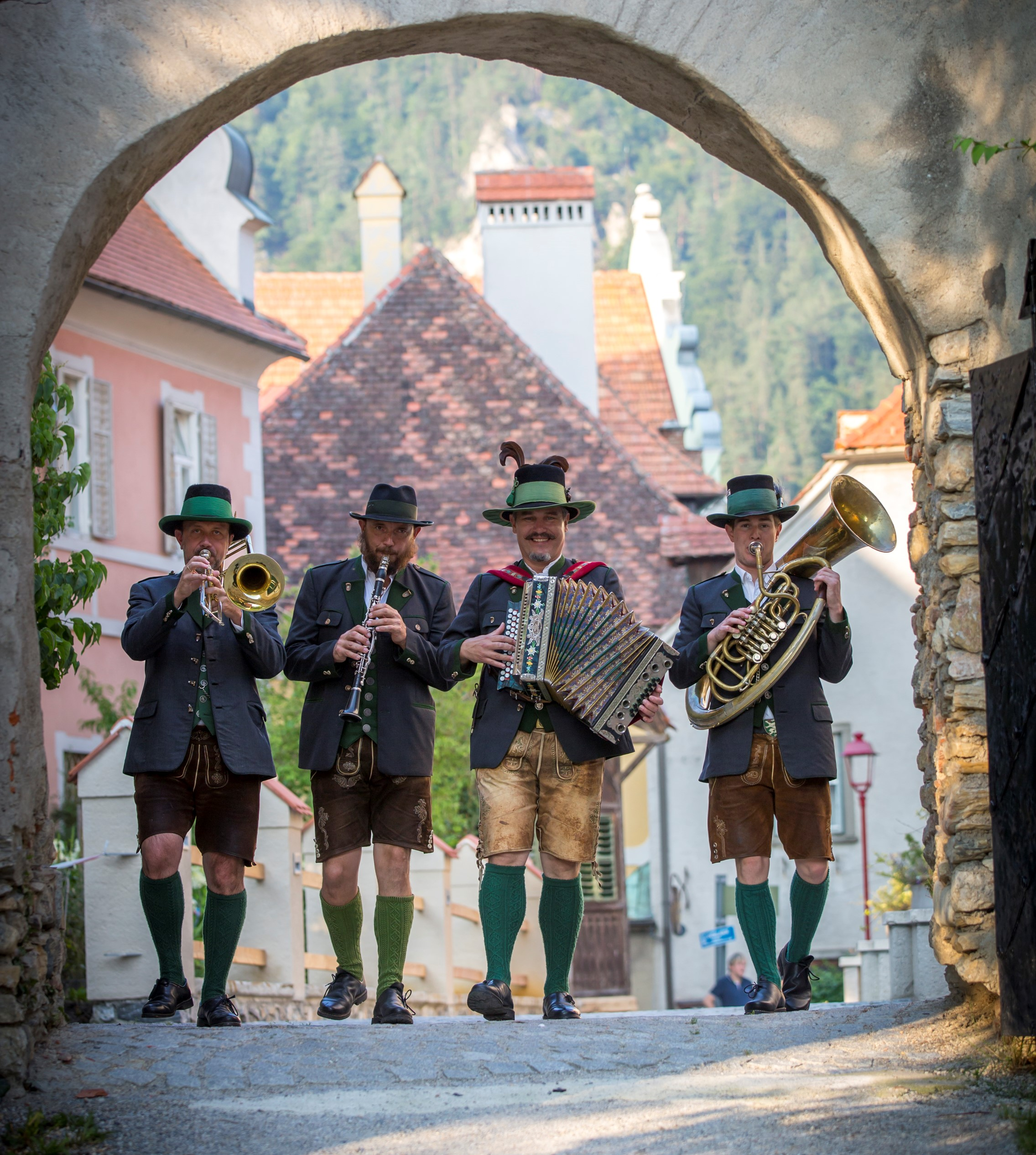
Fuchsbartl-Banda in 2015

Die Fuchsbartl-Banda ist eine 1986 gegründete österreichische Volksmusikgruppe aus dem Bezirk Graz-Umgebung und der „Region OberGraz“ (Deutschfeistritz, Frohnleiten und Stiwoll).

## Geschichte
Die Fuchsbartl-Banda wurde im Sommer 1986 von Albin Wiesenhofer aus Peggau (heute Deutschfeistritz) und Harald Sukic aus Deutschfeistritz (heute Stiwoll) gegründet. Im selben Jahr kam mit Wolfgang Osenjak aus Deutschfeistritz das dritte Gruppenmitglied hinzu. In dieser Besetzung wurde bis 1991 gespielt. Danach kam als vierter Musikant Wolfgang Weingerl aus Frohnleiten dazu. Im Jahre 1999 wurde das Quartett mit Jakob Moises aus Voitsberg zum Quintett erweitert. Nach dem Ausscheiden von Wolfgang Osenjak 2002 spielte die Fuchsbartl-Banda in der Quartett-Besetzung weiter. Im Jahre 2003 verließ Jakob Moises die Gruppe und die Fuchsbartl-Banda spielte mit einem Bassisten aus Kärnten. Seit 2008 spielt mit Clemens Wiesenhofer bereits die 2. Musikantengeneration in der Fuchsbartl-Banda.
Im Jahr 2000 wirkte die Fuchsbartl-Banda bei der 98. Folge der ORF-Volksmusik-Reihe Klingendes Österreich in Salzburg mit.
2007 waren sie in der 150. Folge der ORF-Volksmusik-Reihe Klingendes Österreich zu sehen. Anlässlich des 30-jährigen Bestehens wurde die Geschichte der Banda im Polsterlkino in Ligist gezeigt.
Am 2. und 3. September 2022 feierte die Gruppe ihr 36-jähriges Bestandsjubiläum im Sensenwerk Deutschfeistritz. Dazu fand am ersten Tag ein Filmabend zur Geschichte der Fuchsbartl-Banda statt. Am darauffolgenden Tag beging man ein Jubiläumskonzert mit zahlreichen befreundeten Gastgruppen aus der Region. Im Anschluss an die offizielle Feierlichkeit gab es einen musikalischen Ausklang in Form eines Dämmerschoppens.
Am 15. Oktober 2022 wirkte die Fuchsbartl-Banda bei der 175. Ausgabe von „Mei liabste Weis“ im Brucker Stadtsaal mit.
Am 14. Oktober 2023 wirkte die Fuchsbartl-Banda im Rahmen der 35-Jahr-Jubiläumssendung „Mei liabste Weis“ im ORF mit. Aus allen 9 Bundesländern wurde jeweils eine Gruppe geladen. Dabei war die Fuchsbartl-Banda die musikalische Vertretung für die Steiermark.

## Diskografie
Alben
- 2001: Aus alter Zeit
- 2001: Anstückln
- 2009: Am Tanzbodn (HomeRun Music/Homerun Verlag)[2]
- 2010: Im Wirtshaus (HomeRun Music/Homerun Verlag)[2]
- 2011: Die Menschn

Singles
- 2016: Die Fuchsbartl-Banda spielt auf[3]

## Auszeichnungen
- Harmonika Award 2017 in der Kategorie „Volksmusikgruppe“ im Rahmen der 15. ORF-Sendung Steirisches Sänger- und Musikantentreffen in Zusammenarbeit mit dem Referat Volkskultur Steiermark GmbH und dem Harmonikaverband Österreichs (HVÖ) für die Leistungen um die Volksmusik in 31 Jahren als Musikgruppe.[4]
- Goldene Ehrenmedaille (Münze) der Marktgemeinde Deutschfeistritz
- 3× „Steirer des Tages“ in der „Kleinen Zeitung Steiermark“